# Micrurus mertensi
Micrurus mertensi este o specie de șerpi din genul Micrurus, familia Elapidae, descrisă de Schmidt 1936. Conform Catalogue of Life specia Micrurus mertensi nu are subspecii cunoscute.